# ماركوس ترسكوثك
ماركوس ترسكوثك (بالإنجليزية: Marcus Trescothick) (و. 1975  م) هو لاعب كريكت بريطاني.

## جوائز
حصل على جوائز منها:
- عضو رتبة الإمبراطورية البريطانية
- لاعب كريكت ويسدن للسنة  [لغات أخرى]‏

## روابط خارجية
- ماركوس ترسكوثك على موقع إي آس بي آن كريك إنفو (الإنجليزية)